# Harris Peninsula
Harris Peninsula är en udde i Antarktis. Den ligger i Västantarktis. Chile och Storbritannien gör anspråk på området.
Terrängen inåt land är kuperad åt nordväst, men åt sydost är den platt.  Trakten är obefolkad. Det finns inga samhällen i närheten.